# Пелиновский, Ефим Наумович
Ефим Наумович Пелиновский (род. 12 июля 1945, Кемерово) — доктор физико-математических наук, профессор, главный научный сотрудник лаборатории нелинейных геофизических процессов Института прикладной физики РАН.
Окончил Дзержинский электромеханический техникум (1963), Горьковский университет им. Лобачевского (1969) и его аспирантуру (1972).
Работал в г. Горький (Нижний Новгород) в Научно-исследовательском радиофизическом институте (1972—1977) и Институте прикладной физики РАН (1977 — по настоящее время): старший, ведущий, главный научный сотрудник, с 1998 зав. лабораторией.
С 1984 г. профессор кафедры «Прикладная математика» Нижегородского технического университета.
Доктор физико-математических наук (1981), профессор (1989).
Государственная премия РФ (1997) — за разработку математических методов, позволивших изучить особенности генерации, распространения, трансформации и диссипации нелинейных волн в неоднородных и случайных средах.
Награждён медалью «За трудовую доблесть» (1985) — за работы по дистанционным методам изучения океана.
Автор более 300 научных работ, включая монографии и учебники:
- Пелиновский Е. Н. Нелинейная динамика волн цунами. Горький ИПФ АН СССР, 1982.
- Engelbrecht Yu., Fridman V., Pelinovsky E. Nonlinear Evolution Equations, Pitman Research Notes in Mathematics, No. 180. Longman, 1988.
- Вольцингер Н. Е., Клеванный К. А., Пелиновский Е. Н. Длинноволновая динамика прибрежной зоны. Л.: Гидрометеоиздат, 1989.
- Некрасов А. В., Пелиновский Е. Н. Практикум по динамике океана. Санкт-Петербург: Гидрометеоиздат, 1992.
- Пелиновский Е. Н. Гидродинамика волн цунами. Нижний Новгород: ИПФ РАН, 1996.
- Пелиновский Е. Н., Талипова Т. Г., Кантаржи И. Г. Разработка сценариев экологических катастроф. Часть 8 серии международных учебных пособий по теме: Устойчивое развитие и экологические проблемы промышленности. СТАНКИН, Москва, 2000.
- Pelinovsky E. Module Ocean. Univérsite de la Mediterranee, Aix-Marseille II. 2002.
- Куркин А. А., Пелиновский Е. Н. Волны-убийцы: факты, теория и моделирование. Нижний Новгород: ННГУ, 2004.

Сын — Пелиновский Дмитрий Ефимович — профессор университета Мак-Мастера (г. Гамильтон, Канада). Дочь — Наталья Ефимовна Солович-Велла (фр. Natalia Solovitch-Vella, род. 1977), учёный в области физической химии и материаловедения (Франция).